# Tsano Tsanov
Tsano Tsanov   (Bulgària, 25 de març de 1949) és un jugador de voleibol búlgar, ja retirat, que va competir durant les dècades de 1970 i 1980.
El 1972 va prendre part en els Jocs Olímpics d'Estiu de Munic, on fou quart en la competició de voleibol. Vuit anys més tard, als Jocs de Moscou, guanyà la medalla de plata en la mateixa competició.
A nivell de clubs jugà al Slavia Sofia, equip amb el què guanyà tres lligues. Una vegada retirat fou entrenador de la selecció nacional búlgara.